# キッスをするまで
「キッスをするまで（ティル・アイ・キスト・ヤー）」（原題： ('Til) I Kissed You）は、エヴァリー・ブラザーズが1959年に発表した楽曲。

## 概要
作詞作曲は兄のドン・エヴァリー。録音はナッシュヴィルのRCAスタジオBで行われた。チェット・アトキンスがギターを弾き、バディ・ハーマンがドラムを叩いた。1959年8月3日に発売。B面は「Oh What a Feeling」。
1959年9月26日から10月10日にかけてビルボード・Hot 100で3週連続4位を記録した。ビルボードのカントリー・チャートでは8位、全英シングルチャートでは2位を記録した。
カントリー歌手のコニー・スミスが1976年1月にカバー。彼女のバージョンはカナダのカントリーチャートで1位、ビルボードのカントリー・チャートで10位を記録した。同年3月発売のアルバム『The Song We Fell in Love To』に収録されている。